# Allomyces reticulatus
Allomyces reticulatus är en svampart som beskrevs av Ralph Emerson och Jack Alex Robertson 1974. Allomyces reticulatus ingår i släktet Allomyces och familjen Blastocladiaceae.   Inga underarter finns listade i Catalogue of Life.